# Dezintermediacja
Dezintermediacja („odpośredniczenie”) – pojęcie stosowane w ekonomii oznaczające eliminowanie pośredników. 
W miejsce rozwijania tradycyjnych kanałów dystrybucji, które zawierają pewne rodzaje pośrednictwa (jak np. dystrybutor, hurtownik, broker czy agent), przedsiębiorstwa mogą obsługiwać każdego klienta w sposób bezpośredni (np. przez Internet). Głównym celem tego typu rozwiązań jest ograniczanie kosztów.

## Charakterystyka
Dezitermediacja, jako zjawisko, zainicjowana przez konsumentów jest rezultatem wysokiej transparentności rynkowej, objawiającej się tym, że klienci coraz częściej świadomi są cen producenta. Kupujący, nabywając wprost od producenta omijają pośrednika (hurtownika i detalistę) płacą mniej. Mogą alternatywnie wybrać kupno u hurtownika, co też przyniesie im pewne korzyści. Często jako pomost pomiędzy producentem a klientem funkcjonują relacje B2C.
Typowy łańcuch dostaw B2C składa się z czterech lub pięciu ogniw. W kolejności:
- Dostawca
- Producent
- Hurtownik
- Detalista
- Klient

Zostało wykazane, że Internet modyfikuje ten łańcuch, wskutek transparentności rynkowej:
- Dostawca
- Producent
- Klient

## Historia
Termin oryginalnie odnosił się do bankowości i powstał ok. 1967 roku: dezintermediacja, w odniesieniu do klientów oznacza inwestowanie oszczędności bezpośrednio w papiery wartościowe (obligacje, bony skarbowe, akcje), zamiast trzymania ich na rachunkach bankowych. Pożyczkobiorcy udawali się odtąd zatem głównie na rynek kapitałowy, a nie do banków. Szczególnie widoczne było to w USA, gdzie system finansowy opiera się bardziej na rynku kapitałowym, niż na bankach.
Później termin uległ generalizacji i używany jest także jako „wycinanie pośrednika” w handlu. Pierwotna, finansowa konotacja jest jednak powszechniejsza. Termin dezintermediacja szeroko upowszechnił się dopiero pod koniec lat 90.

## Wpływ dezintermediacji związanej z Internetem na działalność gospodarczą różnego rodzaju

### Silny wpływ
- Przemysł komputerowy: sprzęt i oprogramowanie
- Biura podróży
- Księgarnie i sklepy muzyczne

### Wpływ narastający (przeciwności natury strukturalnej bądź prawnej)
- Przemysł alkoholowy
- Nieruchomości

Rynek nieruchomości w celu uzyskiwania informacji oraz prowadzenia negocjacji wymaga komunikacji między kupującym a sprzedającym. Możliwości jakie daje internet daje kupującym możliwość oglądania i porównywania różnych ofert, według indywidualnie nałożonych kryteriów wyszukiwania. Oszczędza im to kosztów związanych z poszukiwaniem oraz daje dostęp do wielu nowych opcji produktowych, gdy przystępują do transakcji. Również sprzedawcy odkryli tu narzędzie służące do zainteresowania klienta i sprzedaży. Mogą oni teraz kłaść nacisk na narzędzia internetowe, z intencją zwiększenia skuteczności wymaganej przy tego typu transakcjach.
Transparentność z tym związana, okazała być się również utrudnieniem dla agentów nieruchomości, rzeczoznawców oraz wynajmujących mieszkania, związaną z pobieraniem opłat (ew. prowizji). Przechyliła ona punkt równowagi, stawiając w uprzywilejowanej sytuacji kupujących. Po otwarciu dostępu do informacji, zastrzeżonej dotąd jedynie dla brokerów/prawników, kupujący i sprzedający uzyskali korzyści ekonomiczne, które kiedyś przynależne były jedynie pośrednikom lub dystrybuowane w wąskim gronie finansjery.
- Prime Brokerage
- Usługi zdrowotne – rozwój w kierunku eHealth, a w szczególności Consumer Health Informatics
- Wypożyczalnie i dystrybutorzy video

### Niepowodzenie lub przejście do pomocniczej działalności niszowej
- Meble
- Sklepy spożywcze
- Art. zoologiczne

### Dyskusja
Sztandarowym przykładem dezintermediacji jest firma Dell, sprzedająca wiele swoich systemów bezpośrednio konsumentowi – omijając w ten sposób sieć sprzedaży detalicznej. W dziedzinach nie związanych z internetem, dezintermediacja była ważną strategią realizowaną przez sieci handlowe, takie jak Walmart, które próbowały zredukować w ten sposób swoje ceny poprzez redukcję liczby pośredników między dostawcą a klientem. Dezintermediacja jest blisko związana z koncepcją just-in-time, która usuwa potrzebę inwentaryzacji, jako jednej z funkcji pośrednika.
W literaturze przedmiotu, istnienie prawa zniechęcającego do dezintermediacji często podawane jest jako powód słabych wyników gospodarczych Niemiec i Japonii w latach 90.
Jakkolwiek jednak, dezintermediacja „internetowa” podczas tzw. hossy internetowej występowała znacznie rzadziej niż wielu tego oczekiwało. Detaliści i hurtownicy dostarczają istotnych funkcji, takich jak kredyt, gromadzenie produktów od wielu producentów, czy obsługę reklamacji. Na dodatek, przewóz towarów wprost od producenta, może być dużo mniej efektywny niż przewóz tych towarów do sklepu, gdzie klient może je sobie osobiście obejrzeć i wybrać (jeśli ignoruje się możliwość pomyłki u klienta). W odpowiedzi na groźbę dezintermediacji, niektóre sklepy zaczęły podejmować próby zintegrowania sprzedaży wirtualnej ze standardową – prowadzoną w sklepach. Strategia ta znana jest jako bricks and clicks (ang.), czyli cegły i myszka.

## Reintermediacja
Reintermediacja może zostać zdefiniowana jako ponowne wprowadzenie pośrednictwa pomiędzy konsumentem a producentem. Termin ten ma zastosowanie w szczególności do przypadków, gdzie deizntermediacja nastąpiła jako pierwsza.
Pomimo iż na początku internetowej rewolucji, rynek handlu elektronicznego szybko podchwycił ideę dezintermediacji, jako drogi do cięcia kosztów i zwiększania zysków, wielu producentów (jeśli nie większość) odkryło, że nie jest to zadanie proste. Powszechne było przekonanie, że Internet „odpośredniczy” rynek i skieruje klienta wprost do producenta. Jednakże tym co pominęły te prognozy było to, że odcięcie pośredników przyniosło nowe problemy – takie jak wysokie koszty radzenia sobie z małymi dostawami, radzenie sobie z dużymi liczbami usług serwisowych czy gniew detalistów i innych dotychczasowych partnerów. Producenci nie rozważali sytuacji, w której aby się przystosować do obsługi przed- i posprzedażowej klienta indywidualnego, będą musieli poświęcać ogromne zasoby. Przed procesem dezintermediacji, pośrednicy byli handlowcami tych producentów. Po dezintermediacji niektórzy z nich musieli się zająć na własną rękę klientami, których obsługiwali. Co więcej, producenci nie brali pod uwagę tego, że sprzedaż online ma także swoje wysokie koszty: rozwój stron internetowych, przechowywanie danych oraz wydatki marketingowe na przyciągnięcie internetowego klienta.
Być może najważniejszym jest fakt iż producenci zlekceważyli to, że dezintermediacja doprowadziła do sytuacji, w której stali się oni de facto jedynym źródłem swoich wyrobów, a zatem sytuacji analogicznej do bycia jedynym sklepem w mieście, sprzedającym na dodatek tylko jedną, konkretną markę. Wiele tysięcy, jeżeli nie milionów sieci handlowych oferuje ich produkty i wydatkuje swoje środki by przyciągnąć klienta do stron internetowych producenta. Zatem jeśli producenci unikają tych pośredników poskutkuje to zmniejszeniem „miejsca na półkach” tychże oraz zmniejszeniem prawdopodobieństwa sprzedaży swoich produktów online.
Zarówno reintermediacja, jak i dezintermediacja są rezultatem dynamicznie rozwijającego się Internetu.